# عبد القادر محمد عبد القادر
عبد القادر محمد عبد القادر (مواليد 1979 أو 1985)، المعروف باسم عكرمة، هو قيادي في حركة الشباب الصومالية. وبحسب ما ورد، كان له دور مركزي في التخطيط للعديد من الهجمات، وكان مسؤولاً عن إقامة روابط بين حركة الشباب وتنظيم القاعدة في شبه الجزيرة. وهو من أصل صومالي.
كان عكرمة هدفًا للغارة الفاشلة في أكتوبر 2013 على مدينة براوة من قبل فرق البحرية الأمريكية في بلدة باراوا في الصومال. في عام 2014، عرضت وزارة الخارجية الأمريكية مكافأة تصل إلى 3 ملايين دولار أمريكي مقابل معلومات تؤدي إلى اعتقاله.